# Иванов Мыс (Омская область)
Иванов Мыс — село в Тевризском районе Омской области России. Административный центр Иваново-Мысского сельского поселения.

## История
Основано в 1763 году. В 1928 году село состояло из 142 хозяйств, основное население — русские. В административном отношении являлось центром Иваново-Мысского сельсовета Тевризского района Тарского округа Сибирского края.

## Население
| 1926 | 2010 |
| ---- | ---- |
| 666  | ↘380 |

## Улицы
| - ул. Береговая, - ул. Гагарина, - ул. Зелёная, | - пер. Лесной, - ул. Советская, - ул. Энтузиастов. |